# Платт (острів)
Платт (фр. Île Platte) — острів в Індійському океані, входить до Південної Коралової групи Зовнішніх Сейшельських островів. Назву острову дав командувач Ламп'єр у 1770-х роках.
Острів Платт розташований за 119 км на південь від острова Мае. Довжина острова становить близько 1 250 м, ширина — від 250 до 550 м. Острів є кораловим рифом, вкритим піском та рослинністю. Посередині острів перетинається аеродромом, який простягається з півночі на південь та має єдину злітно-посадкову смугу довжиною 900 м.
Бар'єрний риф простягається на 5 км на північ, на 0,8 км на схід та на 2,4 км на південь, що робить Платт псевдо-атолом. Затоплений обід рифа простягається на 12 км на захід та на 18 км на південь від острова, припускається, що це залишки атолів, які затонули. Загальна площа атола становить близько 270 км².
На західному березі Платта є невелике поселення, яке включає в себе будинок управляючого та кілька гостьових котеджів.